# Francesco Serao
Francesco Serao (San Cipriano d'Aversa 20 de setembre de 1702- Nàpols 5 d'agost de 1783) va ser un metge i geòleg italià. Va ser el primer a utilitzar en geologia la paraula lava la qual és d'origen llatí: "labes" que significa 'caiguda', 'esllavissada'. Apareix en un escrit seu sobre l'erupció del Vesubi el 1737.
Estudià a Nàpols en un col·legi dels jesuïtes. Es va formar sota les idees de Descartes. Estudià medicina i en va ser catedràtic el 1727. Va ser membre de l'Accademia Reale o Accademia delle Scienze di Napoli amb el seu mestre Niccolò Cirillo i va formar part de l'Acadèmia de ciències francesa, de la de londres i de la benedictina de Bolonya entre d'altres d'Europa.
Va traduir a l'italià les obres sobre medicina de John Pringle.
Va ser protometge del Regne de Nàpols i metge del rei Ferran IV de Borbó.

## Obres
- Vita Nicolai Cirilli, 1738
- De suffocatis ad vitam revocandis, 1775
- Consilia medica
- Epistula ad Ioannonem Brunum sulla peste
- De Castrensibus morbis
- Istoria dell'incendio del Vesuvio accaduto nel mese di maggio 1737, Napoli, stamperia di Novello de Bonis, 1738 tradotta anche in francese ed in inglese
- Lezioni accademiche sulla tarantola, 1742
- Saggio di considerazioni anatomiche fatte su di un leone; Descrizione dell'elefante, Osservazioni sopra un fenomeno occorso nell'aprire un cinghiale, Napoli Giuseppe De Bonis, 1766